# رسی همر
رسی همر (انگلیسی: Resi Hammerer; ۱۸ فوریهٔ ۱۹۲۵ – ۱۴ ژوئن ۲۰۱۰) اسکی‌باز آلپاین اهل اتریش بود.